# قلطوس
قُلْطُوس (الاسم العلمي: Calathus)، جنس خنافس من فصيلة الخنافس الأرضية أصيلة في المنطقة القطبية الشمالية القديمة (بما في ذلك أوروبا) والشرق الأدنى وشمال أفريقيا. هناك ما لا يقل عن 190 نوعًا موصوفًا في جنس قلطوس.